# Mamie Gummer

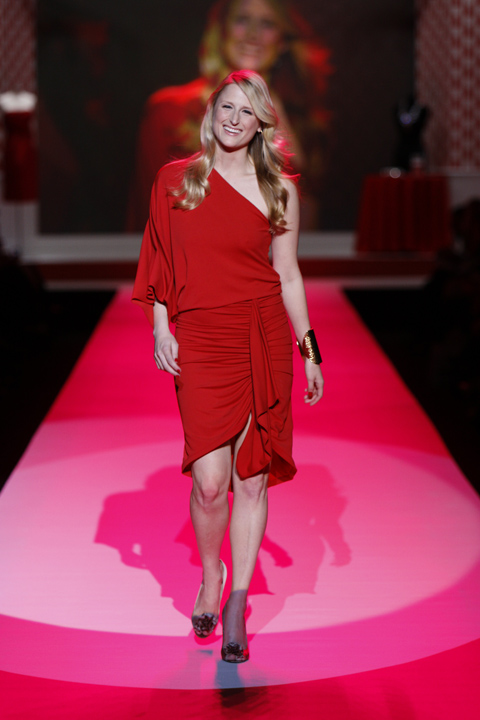
Mamie Gummer (2010)

Mary Willa „Mamie“ Gummer (* 3. August 1983 in New York City) ist eine US-amerikanische Schauspielerin.

## Leben und Leistungen
Mamie Gummer ist die älteste Tochter der Schauspielerin Meryl Streep und des Bildhauers Don Gummer. Sie wuchs in Los Angeles und in Connecticut auf. Sie hat zwei Schwestern, darunter Grace, die ebenfalls Schauspielerin ist. Ihr älterer Bruder Henry ist Musiker und unter dem Namen Henry Wolfe bekannt.
Gummer debütierte 1986 an der Seite ihrer Mutter und Jack Nicholson in der Komödie Sodbrennen. In dem Filmdrama Spuren eines Lebens (2007) spielte sie die Rolle der Lila Wittenborn in deren jungen Jahren, die als alte Frau von Streep verkörpert wurde. 2008 kam das Kriegsdrama Stop-Loss heraus, in dem Gummer an der Seite von Ryan Phillippe mitwirkte.
Gummer gewann 2006 für ihre Rolle in dem Theaterstück Mr. Marmalade von Noah Haidle einen Theatre World Award. 2007 war sie für ihre Rolle in The Water's Edge von Theresa Rebeck für den Lucille Lortel Award nominiert. 2011 war sie in allen Episoden der kurzlebigen Krankenhausserie Off the Map als Dr. Mina Minard zu sehen und 2012 übernahm sie die Titelrolle in Emily Owens, einer weiteren Krankenhausserie.
2009 verlobte sie sich mit dem Schauspieler Benjamin Walker, den sie 2011 heiratete. Am 30. März 2013 gaben sie ihre Trennung bekannt. Seit Sommer 2018 ist sie mit dem Drehbuchautor Mehar Sethi verlobt; ihr Sohn wurde 2019 geboren.

## Filmografie (Auswahl)
- 1986: Sodbrennen (Heartburn)
- 2006: The Hoax
- 2007: Spuren eines Lebens (Evening)
- 2008: Stop-Loss
- 2008: John Adams – Freiheit für Amerika (John Adams, Miniserie, 3 Episoden)
- 2008: Das Mädchen mit dem Diamantohrring (The Loss of a Teardrop Diamond)
- 2009: Taking Woodstock
- 2010: The Ward
- 2010–2013, 2015: Good Wife (The Good Wife, Fernsehserie, 8 Episoden)
- 2011: Off the Map (Fernsehserie, 13 Episoden)
- 2011: A Gifted Man (Fernsehserie, Episode 1x07)
- 2012: The Big C (Fernsehserie, 3 Episoden)
- 2012–2013: Emily Owens (Emily Owens, M.D., Fernsehserie, 13 Episoden)
- 2013: Side Effects – Tödliche Nebenwirkungen (Side Effects)
- 2013: The Lifeguard
- 2014: Elementary (Fernsehserie, Episode 3x06)
- 2014: Cake
- 2015: The End of the Tour
- 2015: Ricki – Wie Familie so ist (Ricki and the Flash)
- 2015: Manhattan (Fernsehserie, 6 Episoden)
- 2016: The Collection (Fernsehserie, 8 Episoden)
- 2018: An Actor Prepares
- 2018: Out of Blue
- 2018, 2021: The Good Fight (Fernsehserie, 2 Episoden)
- 2019: True Detective (Fernsehserie, 6 Episoden)
- 2020: Gods & Heroes (Fernsehserie)
- 2021: Separation
- 2022: DMZ (Fernsehserie, Episode 1x01)
- 2025: Solange wir lügen (We Were Liars)